# Vrouwenkiesrecht in Nederland

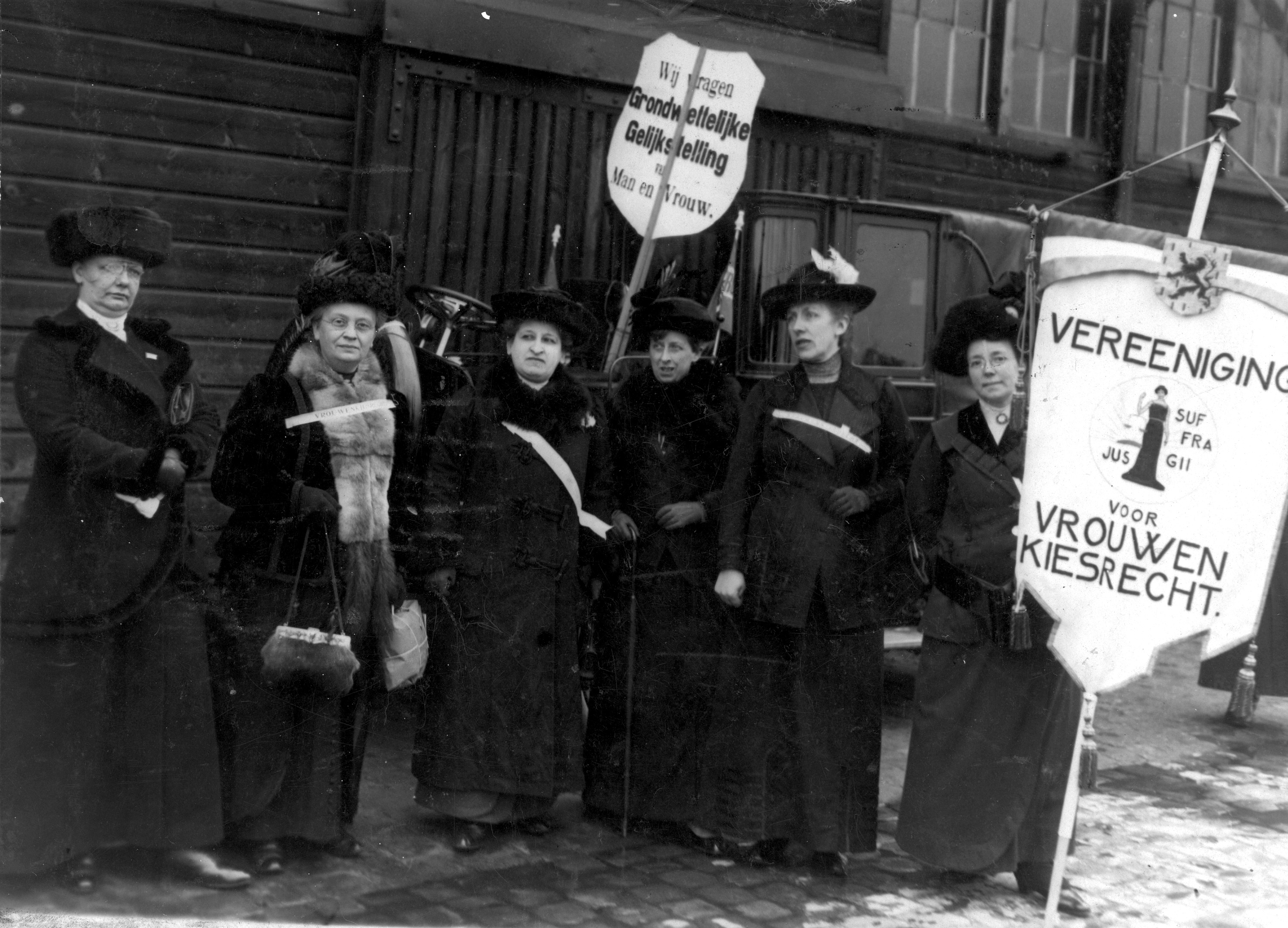
Demonstratie voor vrouwenkiesrecht (Amsterdam, 1914)

Vrouwenkiesrecht in  Nederland  is het recht van vrouwen in Nederland om bij verkiezingen te stemmen en verkozen te worden. Nederlandse vrouwen kregen in 1917 passief kiesrecht en in 1919 actief kiesrecht. Sinds 28 september 1919 heeft Nederland algemeen kiesrecht.

## Geschiedenis
In de Nederlandse Grondwet van 1848 stond in Artikel 76 GW over actief kiesrecht vermeld: De leden der Tweede Kamer worden in de kiesdistricten, waarin het Rijk verdeeld wordt, gekozen door de meerderjarige ingezetenen, Nederlanders, in het volle genot der burgerlijke en burgerschapsregten, en betalende (..). en in Artikel 79 GW over passief kiesrecht: Om tot lid der Tweede Kamer verkiesbaar te zijn, wordt alleen vereischt dat men Nederlander, in het volle genot der burgerlijke en burgerschapsregten zij en den ouderdom van dertig jaren hebben vervuld. (Stb. 1848, nr. 44.)
In 1883 wilde arts en feminist Aletta Jacobs zich op de kieslijst van Amsterdam laten zetten, zodat zij kon stemmen. Dit verzoek werd door het college van B&W afgewezen met de woorden (..) adressante moge zich dan al beroepen op de letter der Wet, volgens den Geest onzer Staatsinstellingen is aan de vrouw geen kiesrecht of stemrecht verleend. Jacobs' beroep op de rechter werd afgewezen, hetgeen in cassatie werd bevestigd door de Hoge Raad. In Nederland volgde – vergelijkbaar met de gebeurtenissen in veel andere landen overal op de wereld – een strijd voor vrouwenkiesrecht die door vrouwen én mannen gevoerd werd.
Bij de grondwetswijziging van 1917 werd het passief kiesrecht voor zowel vrouwen als mannen ingevoerd. Maar het actief kiesrecht werd alleen opengesteld voor mannen, zij het dat de Grondwet het mogelijk maakte dat de wet het actief kiesrecht ook voor vrouwen liet gelden. In 1918 werd Suze Groeneweg voor de SDAP als eerste vrouw in de Tweede Kamer gekozen.

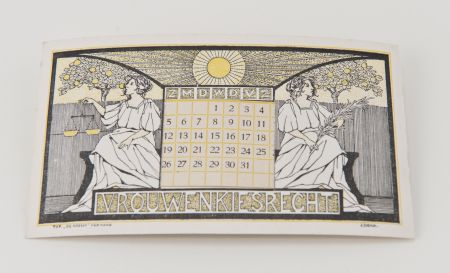
Eeuwigdurende kalender Vrouwenkiesrecht door Jan Dona

In september 1918 diende het vrijzinnig-democratische Tweede Kamerlid Hendrik Pieter Marchant een initiatiefwet in tot instelling van actief kiesrecht voor vrouwen, dat onder druk van de revolutionaire bewegingen in Duitsland en ook in Nederland in 1919 werd aangenomen: op 9 mei door de Tweede Kamer (met 64 tegen 10 stemmen) en op 10 juli 1919 door de Eerste Kamer (met 34 tegen 5 stemmen). De wet-Marchant trad in werking op 28 september 1919. Vanaf deze datum heeft Nederland dus het algemeen kiesrecht (m/v).
De eerste vrouw die in Nederland van haar actieve stemrecht gebruikmaakte was Maria Elisabeth (Elise) Spauwen-Schrijnemakers (Gronsveld, 10 september 1876 - aldaar, 26 november 1941). Als echtgenote van burgemeester Hubert Spauwen van de gemeente Gronsveld (Limburg) bracht zij bij tussentijdse gemeenteraadsverkiezingen in Maastricht en aanpalende gemeenten op zaterdag 15 mei 1920 als eerste vrouw haar stem uit. Te Maastricht werd bij drie partijen een vrouw in de raad gekozen. Alleen Anna Cornelia Wijnandts-Louis (1882-1957) zou echter ook werkelijk het ambt uitoefenen. Zij was het eerste vrouwelijk raadslid in Nederland dat met actief vrouwelijk stemrecht werd gekozen.
Bij de Tweede Kamerverkiezingen van 1922 konden alle vrouwen in Nederland gebruikmaken van het actieve kiesrecht; daarmee werd de Tweede Kamer voor het eerst een volksvertegenwoordiging, want samengesteld op basis van algemeen kiesrecht.  De partijen die zich zo lang tegen het vrouwenkiesrecht hadden verzet, de protestantse en katholieke partijen, bleken er groot profijt van te hebben.
Het algemeen kiesrecht voor vrouwen en mannen werd met de grondwetswijziging van 1922 in de Grondwet opgenomen.
Het vrouwenkiesrecht werd in Nederland bevorderd door de Vereeniging voor Vrouwenkiesrecht 1894-1920, die was opgericht door Wilhelmina Drucker, Annette Versluys-Poelman en Aletta Jacobs en door de Nederlandsche Bond voor Vrouwenkiesrecht van 1907-1920 met Elisabeth Carolina van Dorp, Clara Wichmann, Esther Welmoet Wijnaendts Francken-Dyserinck en Eduard Fokker.
In de Nederlandse politiek was alleen de SGP nog tot 2013 tegen het passief vrouwenkiesrecht.

## Vrouwenkiesrecht in het Caribisch deel van het Koninkrijk der Nederlanden
In het Caribische deel van het koninkrijk werd ook gestreden voor het vrouwenkiesrecht, maar het kiesrecht voor vrouwen werd er pas later ingevoerd. In 1937 kregen vrouwen vanaf 25 jaar passief kiesrecht. Na een nieuwe staatsregeling werd in 1948 het algemeen kiesrecht voor vrouwen ingevoerd.

## IJveraars voor het vrouwenkiesrecht in Nederland
- Aletta Jacobs (1854-1929)
- Wilhelmina Drucker (1847-1925)
- Rosa Manus (1881-1943)
- Annette Versluys-Poelman (1853-1914)
- Welmoet Wijnaendts Francken-Dyserinck (1876-1956)
- Lizzy van Dorp (1872-1945)
- Clara Meijer-Wichmann (1885-1922)
- Mariane van Hogendorp (1834–1909)
- Cornélie Huygens (1848–1902)
- Catharine van Tussenbroek (1852-1925)
- Liede Tilanus (1871-1953)
- Maria Bouwmeester (1885-1956)
- Adèle Rigaud (1924-1967)

### Nationale organisaties
Het vrouwenkiesrecht werd in Nederland bevorderd door 
- Vrije Vrouwen Vereeniging (VVV) (1889-1903) opgericht door onder andere Wilhelmina Drucker
- de Vereeniging voor Vrouwenkiesrecht (VvVK) (1894-1920) (opgericht door Wilhelmina Drucker, Annette Versluys-Poelman en Aletta Jacobs) organiseerde de tentoonstelling De Vrouw 1813-1913, publiceert Maandblad van de Vereeniging, Volkspetitionnement
- de Nederlandsche Bond voor Vrouwenkiesrecht (BvVK) (1907-1920) mede opgericht door Welmoet Wijnaendts Francken-Dyserinck (met Elisabeth Carolina van Dorp, Clara Wichmann en Eduard Fokker)
- Ook Mannenbond voor Vrouwenkiesrecht, aangesloten bij de Internationale Mannenbond voor Vrouwenkiesrecht
- De Neutrale Vereeniging voor Vrouwenkiesrecht
- Damanan di Djárason, Curaçaose organisatie, ijverde voor vrouwenkiesrecht in het gebiedsdeel Curaçao

### Internationale organisaties
- Vrouwen in steeds meer landen sloten zich aan bij de Wereldbond voor Vrouwenkiesrecht (1904 - ), ofwel de International Woman Suffrage Alliance (IWSA). De eerste presidente van de IWSA was de Amerikaanse Carrie Chapman Catt.
- Jacobs werkte ook samen met de Amerikaanse dominee Anna Howard Shaw (en) en haar vriendin Susan B. Anthony van de National American Women Suffrage Association (NASWA) (en)
- Vrouwenvredescongres (Internationaal Congres van Vrouwen) (1915) in Den Haag (oprichting Women's International League for Peace and Freedom (WILPF))
- League of Women Voters (en)

### Evenementen
- 1898: Nationale Tentoonstelling van Vrouwenarbeid
- 1908: Congres van de Wereldbond voor Vrouwenkiesrecht in Amsterdam
- 1910: Viering vrouwenkiesrechtdag
- 1913: Protestbijeenkomst Vereeniging voor Vrouwenkiesrecht
- 1913: Tentoonstelling ‘De Vrouw 1813-1913’
- 1914: Volkspetitionnement
- 14 juni 1914: 'Landelijke meeting'
- 18 juni 1916: Grote demonstratie met 18.000 betogers

### Viering 100 jaar Vrouwenkiesrecht
In 2019 werd gevierd dat 100 jaar geleden het vrouwenkiesrecht in Nederland werd ingevoerd. Voor deze viering richtte een aantal vrouwenorganisaties samen het Comité 100 Jaar Vrouwenkiesrecht op, dat de impact en zichtbaarheid van 100 jaar vrouwenkiesrecht wilde vergroten en individuen en organisaties opriep aandacht te besteden aan de viering van 100 jaar vrouwenkiesrecht.
Diverse evenementen dienden om de kennis over de strijd om het vrouwenkiesrecht te vergroten en het maatschappelijk belang ervan te benadrukken.
- Op 1 februari 2019 werd in de Tentoonstellingsruimte van het Tweede Kamergebouw in Den Haag de fototentoonstelling geopend Vrouwen hebben nooit stil gezeten, van fotografe Mieke Schlaman. De landelijke viering van 100 Jaar Vrouwenkiesrecht vond plaats op donderdag 9 mei 2019 in het Groninger Museum, precies honderd jaar nadat het betreffend wetsvoorstel werd aangenomen door de Tweede Kamer, met tevens de opening van de tentoonstelling Strijd! 100 jaar Vrouwenkiesrecht in het Groninger Museum die er van 9 mei tot 15 september 2019 te zien was. Ook werd die dag een boek gepubliceerd over de strijd om het vrouwenkiesrecht, geschreven door prof. dr. Mineke Bosch, medesamenstelster van de tentoonstelling en biograaf van Aletta Jacobs.
- Op vrijdag 27 september 2019 werd in Amsterdam herdacht dat de leden van de Vereeniging Voor Vrouwenkiesrecht precies 100 jaar geleden in het Concertgebouw hun overwinning vierden.
- Op 9 december stond in het Filmhuis Den Haag de Raad voor het Openbaar Bestuur stil bij 100 jaar vrouwenkiesrecht.